# Richmond Turner
Richmond Kelly Turner (Portland, 27 de maio de 1885 – Monterey, 12 de fevereiro de 1961) foi um almirante da Marinha dos Estados Unidos durante a Segunda Guerra Mundial.

## Carreira
Em seus primeiros anos como oficial da marinha, Turner fez parte da equipagem e comandou contratorpedeiros e cruzadores, além de fazer treinamento aeronaval e comandar aviação embarcada em porta-aviões no período entre guerras. Em 1939 foi ao Japão, numa missão diplomática no comando do cruzador USS Astoria.
Em 1941, com a patente de contra-almirante, ocupava o cargo de diretor dos planos de guerra da Marinha, razão pela qual depois veio ser bastante criticado em livro como sendo um dos principais responsáveis pelo fato dos Estados Unidos não preverem nem se prepararem para o ataque japonês a Pearl Harbor, por subestimar as intenções do Japão no Havaí, traçando todos seus planos de defesa para um ataque que acreditava seria desfechado nas Filipinas e não repassando o material que era decodificado das mensagens militares entre os japoneses para a avaliação de outros departamentos da marinha, notadamente o comando da frota do Pacífico em Pearl Harbor.
Entre dezembro de 1941 e junho de 1942 exerceu funções internas como chefe de estado maior do comandante-em-chefe da frota norte-americana, Almirante Ernest King, e após este período foi enviado para a Guerra do Pacífico no comando da força anfíbia que desembarcou nas praias de Tulagi e Guadalcanal.
Nos três anos seguintes da guerra, como comandante-geral das forças anfíbias da marinha, o vice-almirante Turner planejou e executou os desembarques no sul, no centro e no oeste do Pacífico contra as forças inimigas, dando grande contribuição à vitória dos Aliados na Guerra do Pacífico, a maior guerra naval da história. Como Almirante, foi nomeado para comandar os desembarques anfíbios que se realizariam para a invasão do Japão, que acabaram sendo cancelados devido à rendição daquele país após as bombas atômicas de Hiroshima e Nagasaki.
Após a guerra, ele serviu como representante naval dos Estados Unidos no Comitê Militar das Nações Unidas, até passar para a reserva em julho de 1947.